# Friedrich Schwarz (Bibliothekar)
Friedrich Theodor Schwarz (* 22. August 1875 in Kassel; † 19. März 1968 in Bremen) war ein deutscher Bibliothekar in Danzig.

## Leben
Friedrich Schwarz besuchte das Gymnasium in Kassel und studierte anschließend in Marburg und Leipzig, unter anderem Philosophie. 1902 promovierte er dort. Danach arbeitete er in der Rothschild’schen Bibliothek in Frankfurt am Main.
Seit 1904 war Friedrich Schwarz in der Stadtbibliothek in Danzig tätig. 1922 wurde er dort Direktor. 1935 ging er in den Ruhestand. Im Januar 1945 verließ die Familie Danzig und siedelte nach Westdeutschland über, wo er 1968 in Bremen starb.

## Schriften
Friedrich Schwarz veröffentlichte einige Schriften zur Danziger Topographie und Geschichte und zu den Beständen der Stadtbibliothek. Dazu verfasste er Biographien Danziger Persönlichkeiten für die Altpreußische Biographie.
- Spinozas Ethik in ihrem Verhältnis zur Erfahrung, Dissertation, Leipzig 1902

- Danzig im Bilde. Verzeichnis der in der Danziger Stadtbibliothek vorhandenen bildlichen Darstellungen zur Geschichte und Topographie von Danzig und Umgegend, Danzig, 1913
- Danzig vor 150 Jahren. Acht Wiedergaben nach zeitgenössischen Radierungen von Matthaeus Deisch,  Danzig 1925 Digitalisat
- Chronica oder Handbüchlein Danziger Geschichte,  Danzig 1926
- Verzeichnis der handschriftlichen Chroniken bis zum Ausgang des 17. Jahrhunderts. Sechste deutschkundliche Woche des Deutschen Heimatbundes in Danzig 29. September bis 4. Oktober 1926 Digitalisat
- Das deutsche Danzig im Wandel der Zeit in 60 Bildern, Danzig 1927 Digitalisat
- Einführung in die Kataloge der Stadtbibliothek Danzig. Nebst einer Übersicht der systematischen Einteilung des Sachkatalogs, Danzig 1928
- Goethe und der Osten. Katalog für die Ausstellung der Goethe-Woche in Danzig. Stadtmuseum im Franziskanerkloster. Oktober 1930,   mit Ernst Volkmann
- Zeitschrift des Westpreußischen Geschichtsvereins. Gesamtregister (Personen-, Orts- und Sachindex) zu Heft 1–70, Danzig 1932 Digitalisat, als Bearbeiter
- Danzig. Führer durch Stadt und Umgebung, mit Stadtplan und Abbildungen,  Danzig 1936 Digitalisat
- Inhaltsverzeichnis der Mitteilungen des Westpreußischen Geschichtsvereins. Personen, Orte, Sachen., Danzig 1940   Digitalisat, als Bearbeiter